# Cacopsylla pyrisuga
Cacopsylla pyrisuga är en insektsart som först beskrevs av W. Foerster 1848.  Cacopsylla pyrisuga ingår i släktet Cacopsylla och familjen rundbladloppor.
Artens utbredningsområde är Iran. Arten är reproducerande i Sverige. Inga underarter finns listade i Catalogue of Life.